# نینا تن بروک
نینا تن بروک (هلندی: Nina ten Broek؛ زادهٔ ۴ ژوئیهٔ ۲۰۰۱) بازیکن زن واترپلو اهل هلند است.
وی در مسابقات کشوری و بین‌المللی در مجموع برندهٔ ۱ مدال برنز شده است.